# 無明の闇
無明の闇（むみょうのやみ）は、仏教が由来の言葉。

## 概要
煩悩にとらわれているために、悟ることができないような心の状態を意味する。

### 仏教
阿弥陀如来は、苦悩の原因は無明の闇であるということを見抜く。無明の闇とは、後生暗い心、死ねばどうなるか分からない心のこと。阿弥陀如来は、この無明の闇を破って、いつ死んでも極楽往生が間違いない身にすることを目指して本願を立てた。
親鸞の教えでは、人生の目的というのは無明の闇を破ることとしている。無明とは明かりがなくて暗いことである。闇も同じく暗いことである。無明の闇とは暗い心ということであり、何に暗いとかというと後生に暗い心ということである。ここでの後生というのは死んで生まれ変わってからの次の人生のことである。
『歎異抄』の第一章では、阿弥陀如来の誓願により全ての人の苦悩の元凶である無明の闇を破り、必ず絶対の幸福に救うとある。無明の闇が破られることにより疑いなく阿弥陀如来の極楽浄土に往く身となる。このためいつ死んでも間違いなく死後には極楽浄土に往くことになるのである。